# Eric Barker
Eric Leslie Barker (12 de febrero de 1912 – 1 de junio de 1990) fue un actor cómico inglés, recordado fundamentalmente por sus papeles en la serie cinematográfica Carry On.

## Carrera
Nacido en Thornton Heath, Londres, Eric Barker actuó por primera vez en el cine como actor infantil en 1916, en una primitiva versión de Tom Brown's Schooldays con el papel de Arthur.
Más adelante pasó a ser uno de los rostros más familiares de la comedia británica de su época. Eric Barker empezó a ganar fama durante la Segunda Guerra Mundial, formando parte del show radiofónico de las Fuerzas Armadas Merry-Go-Round, en el cual tomaba parte de los guiones. Tras la guerra, el programa continuó, aunque renombrado The Waterlogged Spa, con Barker y su esposa, la actriz Pearl Hackney, como compañera de reparto. El éxito del show facilitó que Barker participara en otros programas radiofónicos, en los cuales consiguió buenas audiencias, gracias a su versatilidad interpretando a diversos personajes. 
En la década de 1950 pasó a actuar en la televisión y el cine. En televisión escribió y actuó en su propio programa, The Eric Barker Half-Hour, una producción de la BBC. El reparto incluía a su esposa, a Nicholas Parsons y a Deryck Guyler. Se mantuvo tres temporadas entre 1951 y 1953. Fue tal el éxito, que le estimuló a escribir su autobiografía Steady Barker en 1956. 
En 1958 recibió un BAFTA a la "Estrella más prometedora" por su papel en el film Brothers in Law (1957). Gracias al premio tuvo mayor trabajo cinematográfico en los siguientes 20 años, incluyendo tres filmes de la serie St Trinians, y cuatro en la clásica de humor Carry On. Junto a Kenneth Williams y Kenneth Connor es el único actor de la saga Carry On en actuar en el primer título, Carry On Sergeant en 1958, y en el último de los títulos originales, Carry On Emmannuelle en 1978.

## Vida personal
Se casó con la actriz Pearl Hackney (nacida el 28 de octubre de 1916), con la cual trabajó a menudo, aunque ella también hizo una carrera cinematográfica propia. Tuvieron una hija, Petronella, en 1945, que también trabajó para el cine y la televisión entre 1964 y 1983, y que estuvo casada con el actor Anthony Hopkins entre 1967 y 1972.
Eric Barker falleció en 1990 en Faversham, Inglaterra.

## Filmografía parcial
- Blue Murder at St Trinian's (1957)